# Cymbopogon winterianus
Cymbopogon winterianus är en gräsart som beskrevs av Jowitt och Norman Loftus Bor. Cymbopogon winterianus ingår i släktet Cymbopogon, och familjen gräs. Inga underarter finns listade i Catalogue of Life.